# King Biscuit Flower Hour Presents Kansas
King Biscuit Flower Hour Presents Kansas è il terzo album dal vivo del gruppo musicale statunitense Kansas, pubblicato nel 1998 ma registrato nel 1989.

## Tracce
1. Magnum Opus (Kerry Livgren, Steve Walsh, Rich Williams, Dave Hope, Phil Ehart, Robby Steinhardt) – 2:12
2. One Big Sky (Howard Kleinfeld, Michael Dan Ehmig, Ehart, Walsh, Bob Ezrin) – 6:11
3. Paradox (Livgren, Walsh) – 4:11
4. Point of Know Return (Walsh, Ehart, Steinhardt) – 5:16
5. The Wall (Livgren, Walsh) – 6:04
6. All I Wanted (Walsh, Steve Morse) – 5:29
7. T.O. Witcher (Morse, Walsh) – 1:42
8. Dust in the Wind (Livgren) – 4:27
9. Miracles Out of Nowhere (Livgren) – 6:47
10. The Preacher (Walsh, Morse) – 4:57
11. House on Fire (Walsh, Morse, Ezrin, Ehart) – 12:12
12. Carry On Wayward Son (Livgren) – 6:26

## Formazione
- Steve Walsh - voce, tastiera
- Steve Morse - chitarra
- Rich Williams - chitarra
- Greg Robert - tastiera
- Billy Greer - basso
- Phil Ehart - batteria